# Andranomiady
Andranomiady is een plaats en commune in het centrum van Madagaskar, behorend tot het district Faratsiho, dat gelegen is in de regio Vakinankaratra. Tijdens een volkstelling in 2001 telde de plaats 6.210 inwoners.
De plaats biedt enkel lager onderwijs aan. 97 % van de bevolking werkt als landbouwer en 2 % houdt zich bezig met veeteelt. Het belangrijkste landbouwproduct is aardappelen; andere belangrijke producten zijn bonen en mais. Verder is 1% actief in de dienstensector.